# Championnat d'Ouganda de football 2018-2019
Navigation
Edition précédente Edition suivante
La saison 2018-2019 du Championnat d'Ouganda de football est la 50e édition du championnat de première division ougandais. Les seize clubs engagés sont regroupés au sein d'une poule unique où ils s'affrontent à deux reprises, à domicile et à l'extérieur. En fin de saison, les trois derniers du classement sont relégués et remplacés par les trois meilleurs clubs de Big League, la deuxième division ougandaise.
Le Vipers SC est le tenant du titre.

## Participants
- Bul FC
- Bright Stars FC
- Onduparaka FC
- Express Football Club
- Kampala City Council
- Paidha Black Angels FC - Promu de D2
- Police Football Club
- Kirinya-Jinja SS
- Uganda Revenue Authority SC
- Nyamityobora FC - Promu de D2
- Villa Sports Club
- Tooro United FC
- Vipers Sports Club
- Ndejje University - Promu de D2
- Maroons FC
- Mbarara City FC

## Compétition

### Classement
Le classement est établi sur le barème de points classique (victoire à 3 points, match nul à 1, défaite à 0). Pour départager les égalités, on tient d'abord compte de la différence de buts générale, puis du nombre de buts marqués, puis des confrontations directes.
| Rang | Équipe                      | Pts | J  | G  | N  | P  | Bp | Bc | Diff |
| ---- | --------------------------- | --- | -- | -- | -- | -- | -- | -- | ---- |
| 1    | Kampala City Council        | 66  | 30 | 19 | 9  | 2  | 61 | 23 | +38  |
| 2    | Vipers SC T                 | 59  | 30 | 16 | 11 | 3  | 40 | 20 | +20  |
| 3    | Uganda Revenue Authority SC | 51  | 30 | 12 | 15 | 3  | 28 | 13 | +15  |
| 4    | Tooro United FC             | 49  | 30 | 13 | 10 | 7  | 32 | 23 | +9   |
| 5    | Mbarara City FC             | 46  | 30 | 12 | 10 | 8  | 34 | 24 | +10  |
| 6    | Onduparaka FC               | 45  | 30 | 19 | 9  | 9  | 28 | 23 | +5   |
| 7    | Bul FC                      | 43  | 30 | 11 | 10 | 9  | 33 | 28 | +5   |
| 8    | Bright Stars FC             | 41  | 30 | 10 | 11 | 9  | 38 | 30 | +8   |
| 9    | Kirinya-Jinja SS            | 41  | 30 | 10 | 11 | 9  | 28 | 34 | -6   |
| 10   | Express Football Club       | 40  | 30 | 10 | 10 | 10 | 30 | 30 | 0    |
| 11   | Police Football Club        | 37  | 30 | 10 | 7  | 13 | 41 | 48 | -7   |
| 12   | Villa Sports Club           | 34  | 30 | 7  | 13 | 10 | 38 | 36 | +2   |
| 13   | Maroons FC                  | 33  | 30 | 8  | 9  | 13 | 32 | 42 | -10  |
| 14   | Ndejje University P         | 27  | 30 | 6  | 9  | 15 | 23 | 41 | -18  |
| 15   | Nyamityobora FC P           | 17  | 30 | 4  | 5  | 21 | 22 | 57 | -35  |
| 16   | Paidha Black Angels FC P    | 13  | 30 | 2  | 7  | 21 | 17 | 55 | -38  |

|  | Qualification pour la Ligue des champions de la CAF 2019-2020                        |
|  | Qualification pour la Coupe de la confédération 2019-2020                            |
|  | Relégation directe en Big League                                                     |
|  | T : Tenant du titre C : Vainqueur de la Coupe d'Ouganda 2019 P : Promu de Big League |

## Bilan de la saison
| Championnat d'Ouganda de football 2018-2019                        |                                  |
| Champion                                                           | Kampala City Council (13e titre) |
| Coupes et trophées                                                 |                                  |
| Vainqueur de la Coupe d'Ouganda 2018-2019                          | Proline FC                       |
| Qualifications continentales                                       |                                  |
| Ligue des champions de la CAF 2019-2020                            | Kampala City Council             |
| Coupe de la confédération 2019-2020                                | Proline FC                       |
| Coupe Kagame inter-club 2019                                       |                                  |
| Promotions et relégations                                          |                                  |
| Promus en Championnat d'Ouganda de football                        | Wakiso Giants                    |
| Promus en Championnat d'Ouganda de football                        | Kyetume FC                       |
| Promus en Championnat d'Ouganda de football                        | Proline FC                       |
| Relégués en Championnat d'Ouganda de football de deuxième division | Nyamityobora FC                  |
| Relégués en Championnat d'Ouganda de football de deuxième division | Paidha Black Angels FC           |
| Relégués en Championnat d'Ouganda de football de deuxième division | Ndejje University                |